# دنیس فانندرت
دنیس فانندرت (انگلیسی: Dennis Vanendert؛ زادهٔ ۲۷ ژوئن ۱۹۸۸) دوچرخه‌سوار اهل بلژیک است.